# NGC 2676
NGC 2676 est une galaxie lenticulaire relativement éloignée et située dans la constellation de la Grande Ourse. NGC 2676 a été découverte par l'astronome américain Lewis Swift en 1886

## Caractéristiques
Sa vitesse par rapport au fond diffus cosmologique est de 8 881 ± 12 km/s, ce qui correspond à une distance de Hubble de 131,0 ± 9,2 Mpc (∼427 millions d'al).
À ce jour, une mesure non basée sur le décalage vers le rouge (redshift) donne une distance d'environ 85,700 Mpc (∼280 millions d'al). Cette valeur est loin à l'extérieur des valeurs de la distance de Hubble. Notons cependant que c'est avec la valeur moyenne des mesures indépendantes, lorsqu'elles existent, que la base de données NASA/IPAC calcule le diamètre d'une galaxie.
NGC 2676 est une galaxie du champ, c'est-à-dire qu'elle n'appartient pas à un amas et qu'elle est donc gravitationnellement isolée. Selon la base de données Simbad, NGC 2691 est une galaxie à noyau actif.